# Подземная лодка
Подзе́мная ло́дка (лат. Subterrina), подземохо́д, субтеррина — самоходное средство передвижения в недрах Земли. Существующий в виде проектов и в фантастике самодвижущийся механизм, машина, управляемая находящимся внутри экипажем и способная передвигаться под землёй, самостоятельно прокладывая себе путь. В течение XX века проекты подземных лодок разной степени реалистичности разрабатывались во многих странах, в частности, в Германии и СССР. В фантастике подземные лодки без труда проникают через земные недра, однако успехи реально существующих подземоходов ограничиваются десятками метров проходки.
Проекты и экспериментальные модели «подземных лодок» представляли собой специфические варианты тоннелепроходческого комплекса (ТПК, см. также проходческий щит), приспособленные, в частности, для военного применения (см. также подземная война).
Главные препятствия при создании подземных лодок — значительная мощность (десятки МВт) и огромные затраты энергии, требующиеся на скоростное разрушение горных пород, отсутствие технико-экономических обоснований и небезопасность осуществления подобных проектов из-за опасности обрушения тоннеля с отрезанием подземохода от снабжения воздухом для экипажа и электричеством для двигателя с поверхности. В случае размещения автономной силовой установки (в том числе ядерной) требуемой мощности непосредственно на подземной лодке возникает проблема её охлаждения.

Подземоход Требелева у горы Благодать

## Проекты подземных лодок

### Подземоход Требелева
В 1930-х годах изобретатель Требелев подметил, что давление резания падает с увеличением скорости обработки материала, что позволяет значительно снизить требуемую мощность. В сотрудничестве с конструкторами А. Баскиным и А. Кирилловым им был разработан проект подземохода, принципы работы и конструкция которого были заимствованы у земляного крота. Перед проектированием своего подземохода Требелев тщательно изучил работу крота. Крота помещали в просвечиваемый рентгеновским аппаратом ящик и получали на экране схему движений его мускулов и скелета. Эти исследования выявили, что крот роет землю, вращая лапами и головой вправо-влево, вдавливает выбранную землю сильными движениям холки в стенки норы, и проталкивает своё тело вперёд задними лапами.
Требелев работал над машиной с 1937 года. В передней части подземной лодки Требелева находился мощный твердосплавный бур, а в задней — четыре домкрата, толкающие машину вперёд. Машина имела сигарообразный корпус, движение осуществлялось за счёт вращательного или вращательно-ударного действия. Посередине машину обвивал шнек, вдавливающий выбуренную породу в стенки скважины. Длина машины составляла 5 метров, диаметр 1200 миллиметров. Управлялась одним человеком, который мог поменять ход движения. Бур вращался со скоростью 300 об/мин, а общая скорость подземохода составляла 10 м/ч (при щитовом методе скорость не превышает 1-1,5 м/ч). Подземоход Требелева управлялся водителем (в проекте); также была предусмотрена возможность внешнего управления через гибкий многожильный кабель. Изменение направления движения производилось выборочным изменением усилия на домкратах; движение назад достигалось реверсированием шнека, в результате чего машина «вывинчивалась» из тоннеля. Питание машина получала по кабелю с поверхности.
По некоторым сведениям, в конце 1930-х или начале 1940-х годов конструктор Страхов по приказу наркома вооружения СССР Дмитрия Устинова улучшил подземоход Требелева для военных целей, сделав опытный образец автономного аппарата без кабеля (который не давал возможности подземоходу уходить из места подачи электричества и тем самым подставлял подземоход под вражеский удар), способный работать под землей несколько дней (на это время аппарат снабжался кислородом, пищей и водой для водителя и топливом для двигателя), однако с началом войны все сведения о проекте теряются.
Подземоход Требелева был испытан на Урале, на горе Благодать, в 1945 году (по другим данным в 1946 году), на испытаниях опытная модель смогла проделать тоннель длиной 40 м. Требелев предполагал использовать свой подземоход в самых разных областях: рытье тоннелей для городских коммуникаций, геологоразведки, добычи полезных ископаемых и прочее.
Машину Требелева построили на московском заводе малолитражных автомобилей. Однако конструкция показала себя недостаточно надёжной (машину сопровождали частые поломки в частности механизма бурения, а ремонт стоил больших денег и длился продолжительное время), и работы над проектом были свёрнуты. В 1951 году власти Москвы попытались восстановить машину Требелева для рытья подземных коммуникаций в городском хозяйстве, однако в середине 1960-х годов проект был окончательно закрыт.
Промышленные установки для бестраншейной прокладки трубопроводов, методом прокола и продавливания грунта при помощи домкратов, известны, как минимум, с 1930-х годов. Самодвижущиеся, управляемые операторами с поверхности, пневмопробойники, работающие на схожем принципе, что и установка Требелева, эксплуатируются для прокладки скважин и тоннелей небольшого диаметра, начиная с 1958 года. Дистанция проходки у таких установок обычно не превышает 75-100 м из-за трения труб о грунт. Скорость проходки составляет от 3 до 20 м/ч, для пневмопробойников — до 40 м/ч, в зависимости от диаметра трубы, свойств грунта и прочих факторов. Управляемые изнутри операторами тоннелепроходческие щиты большого диаметра, оснащенные домкратами, использовались для проходки московского метро ещё в 1934 году, задолго до установки Требелева. Но так как в тот момент (1940-е) грунт в щитах всё ещё разрабатывался шахтерами вручную, с помощью отбойных молотков, то Требелев предложил использовать буровую головку. Современные механизированные щиты используют домкраты и автоматизированные буровые головки, а их невысокая скорость проходки (300 м/месяц) обусловлена необходимостью укрепления стен тоннеля водонепроницаемыми металлическими или бетонными кольцами (тюбингами), для защиты от плывунов и обрушений. Вынутый грунт при этом удаляется на поверхность по шнековым конвейерам.

### Проект В. фон Верна
В 1933 году немецкий инженер В. фон Верн запатентовал свой вариант подземной лодки. Изобретение было засекречено и отправлено в архив. В 1940 году проект Верна попался на глаза графу Клаусу фон Штауфенбергу, который проинформировал о нём руководство вермахта. В это время Германия готовилась ко вторжению в Великобританию (Операция «Морской лев»), и двигающиеся под Ла-Маншем подземные лодки как нельзя кстати подошли бы для диверсионных операций. Фон Верну были выделены средства на реализацию его проекта. Подземная лодка Верна должна была нести пять человек, боезаряд в 300 кг и передвигаться под землёй со скоростью 7 км/ч. Однако проект застопорился на стадии чертежей и лабораторных экспериментов, а шеф люфтваффе Герман Геринг убедил Гитлера в бесперспективности подземной лодки; Германия сделала ставку на воздушную войну, а проект фон Верна был закрыт.

### «Змей Мидгарда»
Неосуществленный проект немецкой подземной лодки. Боевое подземное средство «Змей Мидгарда» (Midgard Schlange) было разработано на бумаге летом 1934 года инженером Риттером. Подземная лодка была названа в честь огромного змея, стерегущего Мидгард, из скандинавской мифологии. По замыслу проектировщиков, Змей Мидгарда должен был передвигаться на земле, под землей и даже под водой на глубине до 100 м и доставлять большое количество взрывчатого вещества под линию Мажино или во вражеские гавани. Риттер предлагал построить 20 подземных лодок стоимостью 30 миллионов рейхсмарок каждая. Главной задачей Мидгарда являлось нападение на стратегические объекты Бельгии и Франции и минирование вражеских портов. Автор проекта называл подземную лодку оружием массового уничтожения и считал, что оно способно в одиночку решить исход войны. «Змей Мидгарда» вызвал критику специалистов из-за отсутствия расчетных обоснований, и 28 февраля 1935 года был возвращен Риттеру для доработки. Дальнейшая судьба проекта Риттера неизвестна. После Второй мировой войны возле Кёнигсберга были найдены штольни и остатки взорванной конструкции, предположительно имеющие отношение к подземной лодке.
В проекте подземная лодка состояла из ячеек-отсеков наподобие вагонов в поезде. Параметры отсеков: длина 6 м, ширина 6,8 м, высота 3,5 м. Длина поезда могла меняться от 399 до 524 м. Впереди находилась буровая головка с 4 бурами диаметром 1,5 м. Буры в движение приводили 9 электродвигателей суммарной мощностью в 9 тысяч л. с. Предусмотрено 3 комплекта буров для разных видов горных пород. Ходовая часть подземной лодки была сделана в виде гусениц, которые приводили в движение 14 электродвигателей суммарной мощностью в 19,8 тысяч л. с. Электрический ток для двигателей вырабатывали 4 дизельных электрогенератора мощностью в 10 тысяч л. с. Для электрогенераторов были предусмотрены топливные баки емкостью 960 м³. Для передвижения под водой было предусмотрено 12 пар рулей и 12 дополнительных двигателей суммарной мощностью 3 тысячи л. с. Всего для управления подземной лодкой было предусмотрено более двух десятков рулей.
Вооружение Мидгарда: тысяча 250-килограммовых мин, тысяча 10-килограммовых мин и 12 спаренных пулеметов MG. Помимо этого, для Мидгарда проектировались специфические подземные средства. Fafnir (имя дракона в скандинавской мифологии) — подземная торпеда длиной 6 м. Mjolnir («молот Тора») — снаряды для взрыва скальных пород и облегчения продвижения подземной лодки. Alberich — разведывательная торпеда с микрофонами и перископом. Layrin — спасательное средство для выхода экипажа на поверхность в случае необходимости покинуть подземную лодку.
Общий вес подземной лодки должен был составлять 60 тысяч тонн, а экипаж 30 человек. На борту находилось: электрическая кухня, спальня с 20 кроватями, 3 ремонтных мастерские, несколько перископов, радиопередатчик и 580 баллонов со сжатым воздухом.
Проектная скорость подземной лодки: по земле 30 км/ч, под землей в каменистом грунте 2 км/ч, под землей в мягком грунте 10 км/ч, под водой 3 км/ч.

### «Боевой крот»
В художественной литературе и популярной периодике распространяется «городская легенда» о якобы создании в СССР подземной лодки с ядерной силовой установкой и ядерными зарядами под названием «Боевой крот».
О «Боевом кроте» пишут аспиранты и молодые учёные И. А. Мазай и И. П. Гончаров, в своей научной статье под руководством канд. техн. наук, доц. Т. Г. Калиновской.
М. и В. Козыревы в книге «Специальное оружие второй мировой войны» мельком упоминают об испытании осенью 1964 года советского подземного крейсера «Боевой крот».
О подземном крейсере «Боевой крот» пишет А. В. Крючков в романе «СССР vs Германия. В погоне за сверхоружием». О советской подземной лодке послевоенного периода писал и журнал «Популярная механика».
После Второй мировой войны проекты немецких подземных лодок попали в руки советских специалистов, что якобы дало толчок дальнейшим разработкам. Как пишут авторы вышеупомянутых произведений, Министр госбезопасности СССР Абакумов потребовал от Академии наук СССР создать группу ученых для изучения возможности проектирования подземной лодки. По некоторым сведениям, к разработке проекта был подключен академик А. Д. Сахаров. Проблемой снабжения подземной лодки энергией занялся ленинградский профессор Г. И. Бабат, который предложил использовать для этой цели сверхвысокочастотное излучение. Профессор Г. Н. Покровский и академик А. Д. Сахаров разрабатывали более эффективные и быстрые способы передвижения в горных породах. Г. И. Покровский провел расчеты и доказал теоретическую возможность кавитации в горных породах. По его мнению, пузырьки газа или пара способны эффективно разрушать горные породы. По мнению академика А. Д. Сахарова, при определённых условиях подземная лодка будет двигаться в облаке раскаленных частиц, что даст скорость передвижения в десятки, а то и сотни километров в час. Пригодились и более ранние разработки Требелева.
Проектом подземной лодки заинтересовался Хрущёв, которому понравилась идея достать империалистов из-под земли. Первое испытание было успешным: подземная лодка прошла сквозь гору со скоростью пешехода. Во время второго испытания подземная лодка по неизвестным причинам взорвалась и вместе с экипажем осталась в толще горных пород.
При Л. И. Брежневе проект подземной лодки был закрыт.
По мнению А. В. Крючкова, «Боевой крот» был оснащён ядерным двигателем. Завод по изготовлению подземных лодок якобы был построен в 1962 году на Украине вблизи посёлка Громовка (Крымская область). Через два года изготовили первый экземпляр. «Боевой крот» имел следующие параметры: цилиндрическую форму, скорость 7 км/ч (по другим данным 10 км/ч), диаметр 3-4 м, длину от 25 до 35 м, экипаж 5 чел., десант 15 чел. и 1 тонну взрывчатки. Кроме уничтожения подземных бункеров и ракетных шахт противника, задачей подземной лодки ставилось скрытое проникновение под территорию Калифорнии и закладка ядерных зарядов под стратегические объекты. Предполагалось, что действия «Боевого крота» будут приняты за результаты землетрясения.
Согласно публикациям в газете «Тагилка» от 07.05.2009 г. и в «Российской газете» от 04.06.2015, испытания опытной подземной лодки с ядерным реактором якобы проходили в 1964 в горе Благодать (Уральские горы) вблизи Нижнего Тагила. В ходе испытаний, весь экипаж лодки погиб из-за взрыва, а лодка осталась замурованной в толще породы. После этого инцидента испытания были прекращены, судьба ядерного реактора лодки осталась неизвестной. «Российская газета» уточняет, что лодка вместе с экипажем «испарилась» в результате ядерного взрыва, а все документальные свидетельства были уничтожены, предположительно из-за противодействия «иной цивилизации», обитающей под землёй. Каких-либо документальных подтверждений существования в реальности такой «подземной лодки» и описанных событий авторы не приводят.

### Другие проекты
Существовало много проектов подземных лодок, но о большинстве из них мало сведений. Первый проект подземной лодки был разработан инженером Петром Рассказовым в 1904 году. Во время Первой мировой войны инженера убили, его чертежи пропали и через некоторое время появились в Германии. В США аналогичный проект подземной лодки подавал на патент Питер Чалми — сотрудник Томаса Эдисона. Среди разработчиков подземной лодки упоминается Евгений Толкалинский, в 1918 году уехавший из советской России на Запад. Предназначенный для прокладки проводов и труб «крот» В.Зенкевича имеет форму обтекаемого цилиндра, длину 170 см. и диаметр 9 см, приводится в действия пневмомолотком, работающим от поступающего через шланг сжатого воздуха с поверхности, создает тоннель диаметром до 15 см со скоростью 42 метра в час. Профессор А. В. Бричкин и А. Л. Качан изобрели термобур (земную ракету), которая пробивает себе путь раскаленными до 3500 °C газами и проходит за час 10 м. Существует проект соединения механического крота и термобура. Доктор технических наук Виктор Федоров предложил проект «ядерного крота» — самоходного аппарата длиной в несколько десятков метров из трех шарнирно-сочлененных блоков: ядерного реактора тепловой мощностью 4-5 МВТ, парогазогенератора и турбогенератора мощностью 600—800 кВт, а также секциями навигации, связи и управления, бурильными установками и транспортерами для перемещения разрушенной горной породы, который будет перемещаться на глубине 300 метров и везти с собой отсоединяемый блок с ядерными зарядами. Для проникновения через ледяной панцирь разработан робот-бурильщик Криобот, передвигающийся путём плавления льда. Криобот предназначен для изучения спутника Юпитера — Европы. В настоящее время для подземных работ различного назначения используют механизмы под названием «Крот» (разновидность тоннелепроходнического комплекса), которые демонстрировали на выставке «Экспо-2005».
В 2010 году американское агентство DARPA объявило конкурс по созданию роботизированного подземного боеприпаса. По замыслу агентства, это устройство будет сбрасываться с самолёта и в дальнейшем передвигаться под землёй.
Идеи, заложенные в проектах подземных лодок, частично использованы в проекте геохо́да — прототипе нового вида щитового проходческого агрегата многоцелевого назначения, принцип работы которого основан на геовинчестерных технологиях (ввинчивания в грунт), что, по замыслу авторов, позволит облегчить крепи шахты.

## Родственные проекты
Существуют проект отправки в центр Земли научного зонда из сверхпрочного материала, который будет опускаться вниз в расплаве жидкого металла. Для связи с зондом предполагают использовать механические колебания. По расчетам зонд будет двигаться со скоростью 5 м/с. Для избавления от ядерных отходов разработан проект «Горячая капля»: 100 тонн радиоактивного материала помещают в вольфрамовый шар, который самонагревается до 1200 градусов и плавит горные породы. Под собственной тяжестью шар постепенно опускается в недра планеты внутри образующегося расплава.

### Подземный реактивный снаряд
В 1948 году М. И. Циферов получил патент на подземную ракету, способную передвигаться в толще горных пород со скоростью 1 м/с. Предложенная им конструкция представляла собой автономный снаряд c буровой головкой, приводимой во вращение пороховыми газами по принципу сегнерова колеса, при этом струи газа одновременно разрушали породу.
Дальнейшим развитием этой идеи стал построенный в 1968 году подземный реактивный снаряд. Он представлял собой наполненный твёрдым ракетным топливом цилиндр, в носовой части которого находилось несколько сопел Лаваля, расположенных в три яруса. Подземная ракета устанавливалась носом вниз; горючая смесь поджигалась расположенным в хвостовой части электрозапальным устройством, и сверхзвуковая струя раскалённых газов, вырываясь из направленных вниз сопел, разрушала грунт под снарядом, а сопла среднего яруса, направленные вбок, расширяли скважину. Снаряд под собственным весом опускался вертикально вниз, грунт выбрасывался на поверхность вместе со струей отработавших газов. За несколько секунд снаряд Циферова проделывал вертикальную скважину глубиной до 20 метров и диаметром 250—1000 мм в зависимости от характера грунта.

## Мнения
«Думаю, что на глубины 20-30 и более километров сможет проникнуть только свободно движущаяся машина гигантской силы с буровым устройством — нечто вроде подземной ракеты. Управлять этой машиной с поверхности придется подобно тому, как с Земли управляют космическими кораблями. Ракета должна быть снабжена собственными сверхмощными двигателями с достаточным запасом топлива. От нее на поверхность Земли будут поступать сигналы с данными о свойствах тех слоев земного шара, через которые ракета будет проникать»— академик Дмитрий Наливкин

## Проблемы технической реализации
Основная проблема в технической реализации проектов «подземных лодок» — это очень высокая мощность (десятки МВт), необходимая для скоростной шахтной проходки (разрушения грунта). Всю эту мощность нужно подвести к относительно небольшому подземному «снаряду». Так как отсутствие укрепления шахты будет приводить к обрушению грунта за подземной лодкой, в условиях длительных автономных походов это делает невозможным снабжение экипажа воздухом, а двигателей топливом или электропитанием. Доктор технических наук Виктор Федоров предлагает нагревать раздробленные бурильной установкой горные породы до температуры выше 900 °C, что сделает горные породы вяжущими и пригодными для дальнейшего уплотнения в устойчивый тоннель. По его оценкам для создания даже в осадочных породах с относительно невысокой прочностью такого устойчивого к обрушению тоннеля диаметром 1 метр и заданной скоростью движения аппарата в 0,05 м/с нужно за 1 секунду нагревать до данной температуры 120—140 кг горной породы, на что необходимо не менее 200—250 МВт тепловой мощности.
В проекте «Змея Мидгарда» (1935 г.) предлагалось использовать 14 электродвигателей, общей мощностью 19,8 тыс. л.c. (14,5 МВт).
Подземный реактивный снаряд М. И. Циферова по проекту должен был использовать ракетный двигатель с мощностью от 5 до 100 тыс. л. с. (73 МВт). Из-за ограниченных размеров снаряда (и запаса реактивного топлива в нём), время его работы по проекту не превышало 5-20 с, диаметр скважины — 1 м, дистанция проходки — 20 м. Как пишут авторы статьи «Подземная лодка разбилась о быт» в журнале «Юный техник» (1992 г.), Циферов не смог доказать экономическую целесообразность применения своего «подземного снаряда». В сравнении с традиционными буровыми установками, реактивный подземный снаряд оказался дорогостоящим, неуправляемым и небезопасным. При таких условиях высокая скорость проходки скважины на практике оказалась невостребованной.
Для сравнения, установленная мощность проходческого щита диаметром 14,2 м, используемого для строительства московского метро, составляет 3,5 МВт, скорость проходки 1 м/ч. Низкая скорость проходки обусловлена необходимостью укрепления стенок туннеля специальными металлическими или бетонными кольцами-тюбингами, для предотвращения плывунов и обрушений.
Также критичной является прочность и долговечность конструкции. Во всех проектах предусматривалось использование «сверхпрочных материалов». Из опубликованных результатов экспериментов не было ясно, на сколько времени работы хватит самого снаряда, до разрушения его конструкций.
Есть и множество других нерешенных проблем, например, снабжение экипажа «подземной лодки» воздухом для дыхания, двигателей лодки — топливом или электропитанием в «дальних» автономных походах. Так как «шахта» ничем не укреплялась и грунт из шахты не удалялся, то за «подземоходом» грунт неизбежно обваливался бы в шахту и подвести воздух и электропитание к «лодке» снаружи становилось невозможно. Если на атомной подводной лодке кислород для дыхания производится электролизом из забортной морской воды, забортной водой охлаждается и сам реактор, то автономно производить кислород и охлаждать реактор таким путём на «подземной лодке» пока не представляется возможным.
Доктор технических наук Виктор Федоров предлагает использовать для охлаждения реактора превращенную в пар воду из перегретых горных пород, а сам аппарат сделать автономным без укрепления стенок тоннеля после него (наоборот перенося разрушенную горную породу в тоннель позади аппарата, что не потребует энергии на укрепление тоннеля). По его оценкам при нагревании осадочных пород (которые часто встречаются в верхних частях земной коры) до 300—500 °C кристаллогидратная и адсорбированная вода будет превращаться в пар, а при нагреве до 900 °C и выше начнется распад карбонатов и сульфатов с выделением не только воды, но и диоксида углерода и сернистых газов.
Из-за сложностей геопозиционирования под землёй у специалистов вызывает сомнение возможность точно подвести «лодку» в нужную точку при автономной подземной проходке без прямого управления оператором с поверхности. Доктор технических наук Виктор Федоров предлагает использовать для сеансов связи с поверхностью связь на чрезвычайно низких частотах (на сверхдлинных радиоволнах) через выпускаемую в тоннеле антенну в виде изолированного провода длиной 0,5-1 км (который после сеанса связи обрезается). Также он предлагает использовать для ориентирования и обхода твердых скальных пород навигационную систему.
Для военного аспекта применения подземной лодки также существует недостаток в виде возможности отслеживания ее маршрута геофонами и сейсмодатчиками. Впрочем по мнению Виктора Федорова эта опасность не очень велика, если маршрут прохождения аппарата заранее неизвестен противнику и он движется на достаточно большой глубине (например, 300 метров)

## Подземные лодки в фантастике

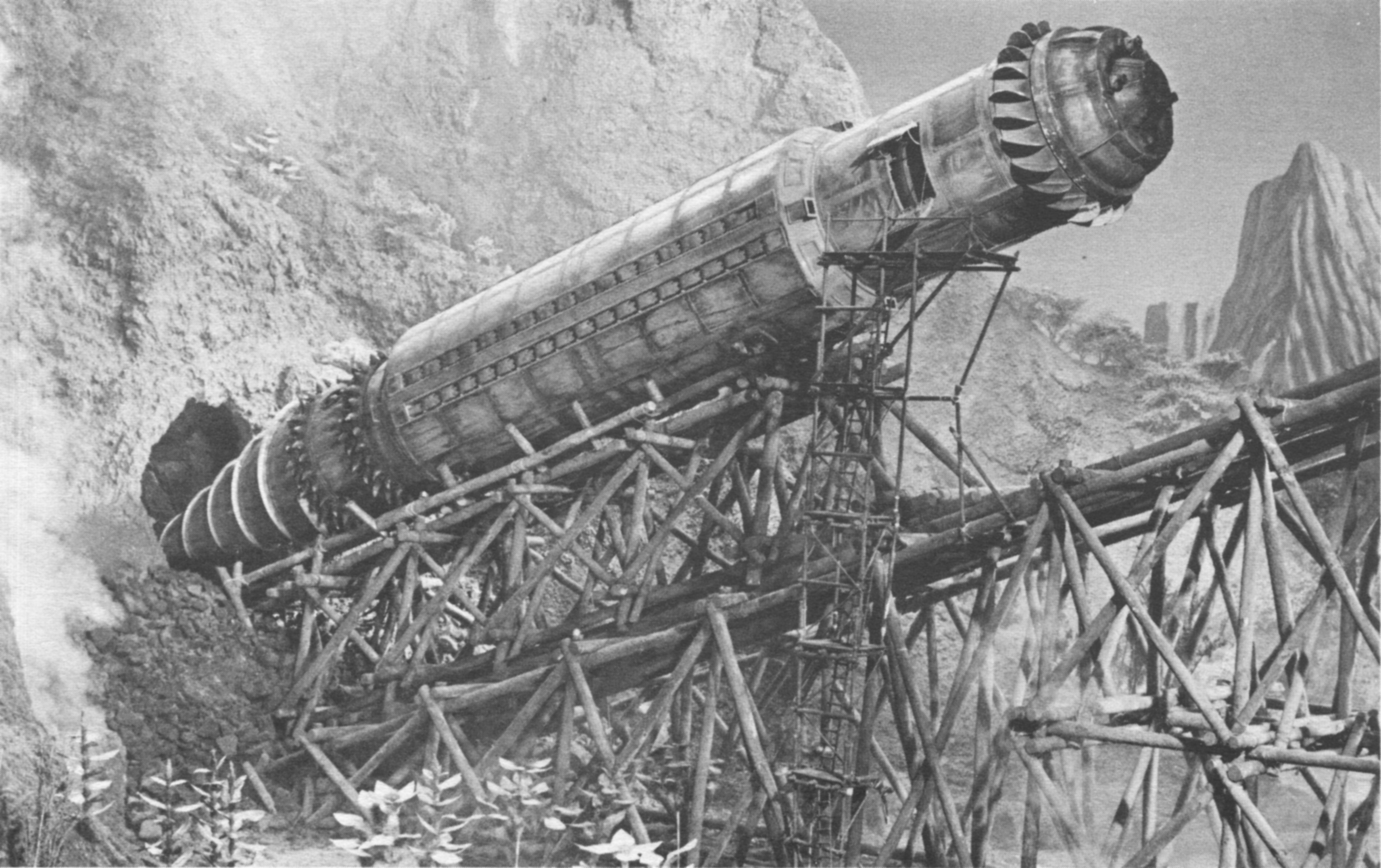
Картинка из кинофильма 1976 года «Необыкновенное путешествие к центру Земли» (англ. At the Earth’s Core)

Путешествие в недра Земли — популярная тема в фантастике. Обзор фантастических произведений в данной тематике сделал автор журнала «Мир фантастики» Ян Разливинский. Классическим примером данной темы является «Путешествие к центру Земли» Жюля Верна. Однако в ранней фантастике герои чаще используют естественные пещеры (Жюль Верн например предлагал использовать для путешествия к центру Земли жерла потухших вулканов). В 1883 году граф Шузи опубликовал повесть «Подземный огонь», где герои пробивают дорогу к «подземному огню» обычными кирками без использования специальных механизмов. По мере изучения земных недр и понимания трудностей путешествия к центру Земли менялся и подход к теме в фантастике. В романе Алексея Толстого до оливинового пояса через многокилометровый слой земной коры пробиваются гиперболоидом (тепловым лазером). Правда, в романе Владимира Обручева «Плутония» люди попадают в подземный мир по уже существующему естественному пути, но это был уже исключительно художественный способ ведения повествования. Но уже Эдгар Берроуз в романе «Тарзан и люди-муравьи» для проникновения в подземный мир Пеллюсидар придумал механический геологоразведчик. В романе Григория Адамова «Победители недр» описывается подземоход в виде массивного ракетоподобного снаряда. В 1946 году была опубликована повесть Вадима Охотникова «Подземная лодка», а позднее ещё целый ряд произведений на данную тему, оканчивая романом «Дороги вглубь» (1949). В повести Бориса Фрадкина «Пленники пылающей бездны» 1959 года подземоход оснащен ЭВМ и термоядерным буром. В киноповести Б. Шейнина «В недрах планеты» 1962 года на подземной лодке размещена оранжерея, а корпус пронизан напряженным полем заряженных частиц для усиления прочности (по замыслу автора). В некоторых произведениях подземная лодка использовалась в качестве необходимой детали, а не основной темы: Генрих Альтов — Полигон «Звёздная река»; Данил Корецкий — «Основная операция»; Кир Булычёв — «Подземная лодка». В западной фантастике тема подземной лодки получила меньшее распространение. Она встречается на страницах романа А. Кларка — «Город и звёзды». В рассказе Гарри Гаррисона «Проникший в скалы» необходимость в подземной лодке обойдена путем прозрачности человека для камня.
Станислав Зигуненко в качестве примера влияния «боевого крота» на массовую культуру приводит роман Эдуарда Тополя «Чужое лицо», где подземная лодка тайно проникала под территорию Калифорнии и закладывала под стратегическим объектом ядерную бомбу, взрыв которой был принят за результат стихийного бедствия (землетрясения, которые часто случаются в тех краях).
Подземная лодка упоминается в романе «1984», как одна из перспективных военных разработок.
Из этого же ряда (как малозначительная в целом, но сюжетодвигающая деталь) — подземоходы мистера Корна — Роман Злотников, цикл «Вечный», книга 2 «Восставший из пепла».
Исследовательская подземная лодка, а также фантастическая подземная форма жизни, использующая сходные принципы, описаны в книге Василия Головачева «Подземная птица».
В фантастической книге «Из глубин» Руслана Мельникова герои передвигаются под землей на субтеррине, называемой БК-7 (Боевой крот, модель 7) — секретной разработке российских ученых с ядерным источником энергии.
Другой пример использования образа подземного корабля (основанного на некоторых фантастических принципах) — повесть Баррингтона Бейли — «Подземные путешественники». В 14-м эпизоде 7-го сезона телесериала «Звёздные врата: SG-1» («Непредвиденные последствия») использовалась подземная лодка. Подземная лодка встречается также в фильмах «Необыкновенное путешествие к центру Земли», «Земное ядро: Бросок в преисподнюю», «Бросок кобры» и «Вспомнить всё».
В мультсериале «Черепашки-ниндзя» антагонисты, чтобы перемещаться под поверхностью земли, используют специальный транспортный модуль, по сути являющийся подземной лодкой.
В сюжетах японского мультсериала «Грендайзер» (1975—1977) часто фигурировал «Дрель-спэйсер» — пилотируемый аппарат, способный перемещаться как по воздуху (с помощью реактивных двигателей), так и под землёй (с помощью реактивных двигателей, шнеков, фрез и гусеничного хода).